# Борисов, Аркадий Борисович
Аркадий Борисович Борисов (в большинстве документов Борисов (Шистер), настоящее имя Арон Борисович Шистер; 13 мая 1901, Бухара — 27 мая 1942) — советский военачальник, генерал-майор (1941). Участник Гражданской и Великой Отечественной войн. В ходе Харьковской операции 1942 года взят в плен и расстрелян немецкими войсками.

## Биография
Арон Шистер родился 13 мая 1901 года в Бухаре в семье портного. Вырос в Ташкенте. Член РКП(б) с 1918 года, один из организаторов комсомола Туркестана. Окончив реальное училище, вступил в Рабоче-Крестьянскую Красную Армию в 1919 году. Окончил кавалерийские командирские курсы, после чего командовал эскадроном.
Участвовал в Гражданской войне, воевал до 1921 года в составе «летучих отрядов» в Туркестане. В 1924 году окончил Военную академию РККА. После окончания академии был направлен начальником оперативного отдела и заместителем начальника штаба Туркестанского военного округа. Командовал отдельным эскадроном 3-й стрелковой дивизии 13-й стрелковой бригады в Восточной Бухаре; награждён орденом Красного Знамени за участие в борьбе с басмачеством (1925).
В 1925—1928 годах Аркадий Борисов командовал 84-м кавалерийским Балашовским полком, затем был начальником штаба корпуса Червонного казачества на Украине и начальником штаба корпуса Терского казачества. В 1926 году 84-й кавполк участвовал в боях против банд Ибрагим-бея и Гурам-бея в горах Бабатаг в Таджикистане; Борисов был ранен и сломал ногу при падении с лошади. Руководил походом 84-го кавалерийского полка 8-й отдельной Туркестанской кавалерийской бригады в Кара-Кумскую пустыню в 1927 году, а также первым в СССР воздушным десантом посадочного типа в продолжении этой же кампании 27 мая 1928 года.

«С трёх транспортных самолётов „Юнкерс-13“ и одного боевого был высажен десант в составе 15 человек во главе с командиром 84-го кавалерийского полка А. Б. Борисовым. Посадка самолётов в песках, высадка десанта и его обратная эвакуация 5 июля после боёв, завершившихся разгромом отряда Джунаид-хана, прошли успешно».

В том же году полк и А. Б. Борисов лично были награждены орденом Красного Знамени за разгром формирований Джунаид-хана (1857—1938). Написал книгу «Поход конной группы 8-й кавбригады в Кара-Кумскую пустыню в 1927 году» (М.: Военгиз, 1932) с тактическим анализом кампании против басмаческих формирований Джунаид-Хана.
С ноября 1928 года работал в оперативном управлении штаба РККА, где занимался организационными вопросами кавалерийской службы и опубликовал две книги по военной географии и истории, а также несколько научных статей. В 1930—1937 годах занимал должность начальника штаба 1-й особой кавалерийской ордена Ленина Краснознамённой бригады имени тов. Сталина. 28 ноября 1935 года Борисов получил звание комбрига. 26 мая 1937 года назначен командиром 4-го казачьего корпуса имени тов. Будённого.
Арестован 10 февраля 1938 года, содержался в тюрьме в Ростове. Дело прекращено 23 января 1941 года, после чего Борисов был освобождён из под стражи и восстановлен в армии.

### Великая Отечественная война
В августе 1941 года возглавил кавалерийскую группу в составе 3-й армии Центрального фронта в составе 3-х кавалерийских дивизий, сражался в Полесье. В конце августа 1941 года кавгруппа Борисова оказалась в составе 21-й армии Брянского фронта, но была отброшена противником в полосу Юго-Западного фронта и оказалась в «Киевском котле». Умело организовал операцию по выводу частей группы из окружения, проявив при этом личное мужество и храбрость. При этом прорыв кавгруппы обеспечил выход из окружения управления 26-й армии.
Вскоре назначен начальником штаба 6-го кавалерийского корпуса (2-го формирования). 9 ноября 1941 года ему было присвоено звание генерал-майора. В декабре 1941 года Борисов в составе своего корпуса принимал участие в военных операциях по освобождению Ельца и Ефремова. В январе 1942 года кавалерийская группа под командованием Борисова во время наступления на Барвенковском направлении совершила рейд по тылам противника, что способствовало освобождению города.
7 мая 1942 года во время Харьковского сражения Борисов командовал отдельной кавалерийской группой своего корпуса, которая совершила удачный рейд по тылам немецких войск на глубину 170 километров и прорвалась к Краснограду. Несмотря на то, что немецкие войска нанесли мощные танковые контрудары по флангам фронта, 6-й кавалерийский корпус в составе Юго-Западного фронта по приказу командующего Маршала Семёна Тимошенко продолжил наступление. 23—24 мая 1942 года войска фронта были окружены. Из попавших в окружение 350 тысяч человек выйти удалось всего около 22 тысячам. Кавалерийская группа Борисова, которая дальше всех продвинулась вперёд, осталась в немецком тылу в 150 километрах от линии фронта. Борисов приказал прорываться своей группе. 27 мая 1942 года при попытке прорыва попал в плен. В тот же день он был расстрелян как еврей.

## Семья
- Сын — Григорий Аронович Шистер, узбекский советский историк и социолог[17].
- Младшая сестра — кандидат экономических наук Элла Борисовна Шистер (1903 — ?), секретарь Ташкентского горкома комсомола (1920), репрессирована как член семьи изменника Родины (первого мужа — сотрудника исполкома Коминтерна Рафаила Ефимовича Гринберга и второго мужа — секретаря горкома РКП(б) Бобриков Ионы Самойловича Енова)[9][18].

## Награды
- Орден Красного Знамени (1925)
- Орден Красного Знамени (1927)
- Орден Красного Знамени[15] (5 ноября 1941)